# Alto Río Senguer
Alto Río Senguer ist eine Kleinstadt im Südwesten der argentinischen Provinz Chubut in Patagonien. Sie ist Verwaltungssitz des Departamentos Río Senguer. Die Stadt hat heute circa 1700 Einwohner und liegt an der Ruta Nacional 40.

## Namensherkunft
Das Wort Senguer entstammt der Sprache der patagonischen Ureinwohner Tehuelche. Dort heißt es singer oder sengel, was Furt bedeutet. An der Stelle der Stadt befindet sich ein natürlicher Übergang über den Río Senguer.

## Geschichte
Alto Río Senguer wurde am 1. April 1943 gegründet. Nach dem Namen der ersten Familie, die dort im Jahre 1915 ein Haus baute, hieß der Ort zunächst Paso Schultz.

## Wirtschaft und Tourismus
Die Wirtschaft des Ortes ist von je her von der Viehzucht geprägt. Dabei spielt die Schafzucht eine größere Rolle als die Zucht von Rindern. Das Umland der Stadt ist in eine Reihe großflächiger landwirtschaftlicher Güter gegliedert. Die Stadt verfügt auch über einen Flugplatz, der jedoch über keine Passagierverbindungen verfügt.
In der Region gibt es Camping- und Trekkingmöglichkeiten, Reiten, vogelkundliche Exkursionen, die Jagd auf Rot- und Schwarzwild und den Angelsport. In den Zuflüssen der Seen der Region, des Platasees und des Fontanasees gibt es eine der weltweit größten Forellenpopulationen (Salvelinus fontinalis). Die Fische erreichen mit einem Durchschnittsgewicht von 1 Kilogramm deutlich mehr als sonst für diese Gattung üblich.